# 진천고등학교
진천고등학교(鎭川高等學校)는 대한민국 충청북도 진천군 진천읍 신정리에 있는 공립 고등학교이다.

## 학교 연혁
- 1975년 10월 10일 : 설립, 기성회 조직 (구왈경 부지 3,493평 기증)
- 1976년 12월 28일 : 진천고등학교 설립 및 학칙 인가 (12학급)
- 1977년 3월 5일 : 제1회 신입생 입학식 거행 (241명)
- 1977년 5월 16일 : 개교식 거행
- 1980년 2월 5일 : 제1회 졸업식 거행 (188명)
- 2008년 9월 3일 : 학칙 변경 인가 (학급증설 20학급, 남·여 공학)
- 2023년 9월 1일 : 제20대 오남진 교장 부임
- 2024년 1월 5일 : 제45회 졸업식(졸업생 153명, 졸업생 누계 10,024명)
- 2024년 3월 4일 : 제48회 입학식(8학급 205명)

## 참고 자료
- 진천고등학교 - 한국교육학술정보원 학교알리미